# Закон України «Про засудження комуністичного та націонал-соціалістичного тоталітарних режимів та заборону використання їх символіки»
Закон України «Про засудження комуністичного та націонал-соціалістичного (нацистського) тоталітарних режимів в Україні та заборону пропаганди їхньої символіки» — основний декомунізаційний закон в Україні, що засуджує комуністичний та націонал-соціалістичний (нацистський) тоталітарні режими, визначає правові основи заборони пропаганди їх символіки та встановлює порядок ліквідації символів комуністичного тоталітарного режиму.

## Обґрунтування прийняття Закону
Протягом 1917—1991 років комуністичним та націонал-соціалістичним (нацистським) тоталітарними режимами на території України проводилася політика державного терору, яка характеризувалася численними порушеннями прав людини.
За своєю злочинною сутністю комуністичний і нацистський режими були однаковими, а методи здійснення ними державної репресивної політики — тотожними. Названі режими категорично заперечували можливість існування української незалежної держави, переслідували її прихильників та перешкоджали українському національному відродженню.
В Україні й після здобуття нею незалежності упродовж певного періоду діяли політичні партії, в установчих та програмних документах яких комуністичний режим оцінювався лише позитивно, а його злочини (див.) не визнавалися, хоча мільйони безвинних людей стали жертвами цього режиму.
Символи комуністичного режиму активно застосовувалися у 2014 році для штучної дестабілізації обстановки в Україні, для виправдання анексії Російською Федерацією Автономної Республіки Крим та міста Севастополя, а також збройної агресії та тимчасової окупації Російською Федерацією частини Донецької та Луганської областей.
З огляду на це, автори законопроєкту вважали за необхідне однозначно засудити на законодавчому рівні в Україні комуністичний та націонал-соціалістичний (нацистський) тоталітарні режими як злочинні та встановити законодавчу заборону публічного заперечення злочинного характеру цих тоталітарних режимів та поширення їхньої символіки.
У преамбулі законодавчий акт спирається на низку джерел міжнародного права: Загальну декларацію прав людини, резолюції Парламентської Асамблеї Ради Європи № 1096 (1996) від 27 червня 1996 року щодо ліквідації спадщини колишніх комуністичних тоталітарних режимів, № 1481 (2006) від 26 січня 2006 року щодо необхідності міжнародного засудження злочинів тоталітарних комуністичних режимів, № 1495 (2006) від 12 квітня 2006 року щодо боротьби з відродженням нацистської ідеології, № 1652 (2009) від 29 січня 2009 року щодо відношення до пам'ятників, що мають суперечливу історичну інтерпретацію у державах — членах Ради Європи, резолюцію Парламентської Асамблеї ОБСЄ SC (09) 3 R від 29 червня — 3 липня 2009 року щодо неприпустимості звеличення тоталітарних режимів, відкриття історичних та політичних архівів, вивчення тоталітарної спадщини та підвищення поінформованості громадськості, декларацію Європейського Парламенту від 23 вересня 2008 року щодо проголошення 23 серпня днем пам'яті жертв сталінізму і нацизму, резолюцію Європейського Парламенту від 23 жовтня 2008 року в пам'ять про Голодомор — штучний голод в Україні 1932—1933 років, резолюцію Європейського Парламенту від 2 квітня 2009 року щодо європейської свідомості та тоталітаризму, Спільну заяву з нагоди 70-х роковин Голодомору — Великого голоду 1932—1933 років в Україні, прийняту на 58-й сесії Генеральної Асамблеї ООН.

## Зміст

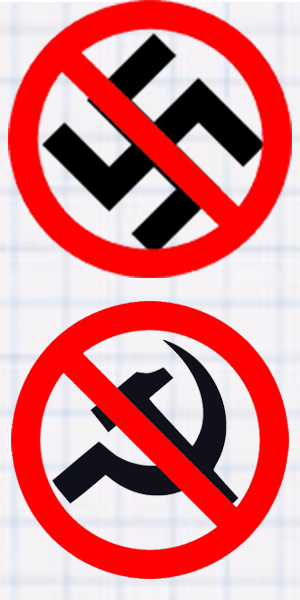

Закон подає визначення термінів «комуністична партія», «радянські органи державної безпеки», «пропаганда комуністичного та націонал-соціалістичного (нацистського) тоталітарних режимів», пояснює, що включає в себе символіка комуністичного тоталітарного режиму та символіка націонал-соціалістичного (нацистського) тоталітарного режиму.
Комуністичний тоталітарний режим 1917—1991 років в Україні визнається злочинним і таким, що здійснював політику державного терору, яка характеризувалася численними порушеннями прав людини у формі індивідуальних та масових вбивств, страт, смертей, депортацій, катувань, використання примусової праці та інших форм масового фізичного терору, переслідувань з етнічних, національних, релігійних, політичних, класових, соціальних та інших мотивів, заподіянням моральних і фізичних страждань під час застосування психіатричних заходів у політичних цілях, порушенням свободи совісті, думки, вираження поглядів, свободи преси та відсутністю політичного плюралізму, та у зв'язку з цим засуджується як несумісний з основоположними правами і свободами людини і громадянина.
Націонал-соціалістичний (нацистський) тоталітарний режим визнається в Україні злочинним і таким, що здійснював політику державного терору, яка характеризувалася численними порушеннями прав людини у формі індивідуальних та масових вбивств, страт, смертей, катувань, використання примусової праці та інших форм масового фізичного терору, переслідувань з расових, етнічних мотивів, порушенням свободи совісті, думки, вираження поглядів, свободи преси та відсутністю політичного плюралізму, та у зв'язку з цим, спираючись на встановлені Нюрнберзьким міжнародним військовим трибуналом 1945—1946 років факти, засуджується як несумісний з основоположними правами і свободами людини і громадянина.
Закон забороняє пропаганду засуджених режимів та їхньої символіки, забороняє використання їх символіки.
Встановлено, що заборона не поширюється на випадки використання символіки:
1. на документах, прийнятих чи виданих до 1991 року;
2. в експозиціях музеїв, тематичних виставках, Музейному фонді України, а також бібліотечних фондах на різних носіях інформації;
3. у творах мистецтва, створених до набрання чинності цим Законом;
4. у процесі наукової діяльності;
5. на оригіналах бойових знамен;
6. на нагородах та інших відзнаках, якими нагороджувались особи до 1991 року та протягом 1991—2015 років у зв'язку з річницями подій періоду Другої світової війни;
7. на намогильних спорудах;
8. під час викладення або реконструкції історичних подій;
9. у приватних колекціях;
10. як об'єктів антикварної торгівлі;
11. у посібниках, підручниках та інших матеріалах, які використовуються у навчальному, навчально-виховному і освітньому процесах[a];
12. у творах мистецтва, створених після набрання чинності цим Законом[a];
13. у інформаційних, інформаційно-аналітичних програмах та документальних фільмах[a][3].

### Вимоги щодо найменувань
Законом внесені зміни до законодавства, якими забороняється присвоювати географічним об'єктам, юридичним особам та об'єктам права власності назв:
- які є іменами або псевдонімами осіб, які обіймали керівні посади у комуністичній партії (посаду секретаря районного комітету і вище), вищих органах влади та управління СРСР, УРСР (УСРР), інших союзних та автономних радянських республік (крім випадків, пов'язаних з розвитком української науки та культури), працювали у радянських органах державної безпеки, назви СРСР, УРСР (УСРР), інших союзних радянських республік та похідні від них;
- пов'язані з діяльністю комуністичної партії, встановленням радянської влади на території України або в окремих адміністративно-територіальних одиницях, переслідуванням учасників боротьби за незалежність України у XX столітті (крім пам'ятників та пам'ятних знаків, пов'язаних з опором та вигнанням нацистських окупантів з України або з розвитком української науки та культури).

Закон встановлює строки для юридичних осіб, політичних партій, інших об'єднань громадян, а також власників знаків для товарів і послуг, для відповідного перейменування, якщо воно є необхідним згідно з цим Законом.
Раді міністрів Автономної Республіки Крим, обласним, Київській та Севастопольській міським, районним державним адміністраціям, Верховній Раді Автономної Республіки Крим, органам місцевого самоврядування доручено:

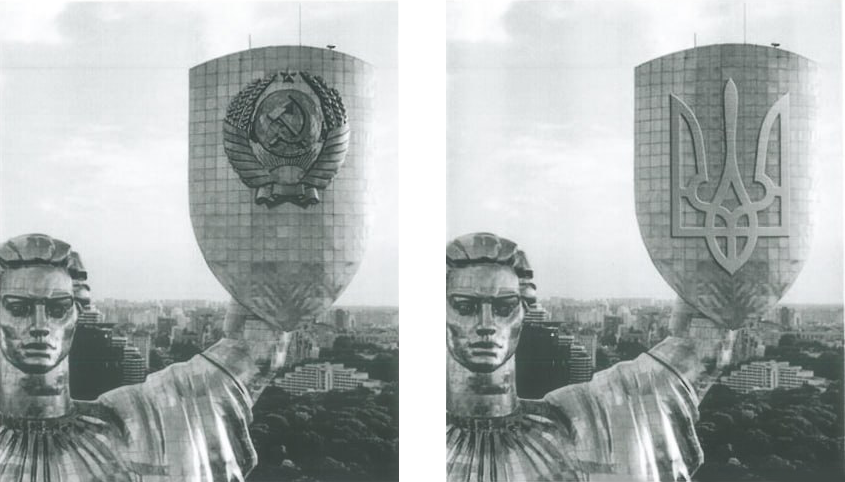
Пропозиція щодо заміни радянського герба на скульптурі «Батьківщина-Мати» (Київ), що була реалізована 2023 року

по-перше, здійснити демонтаж пам'ятників, пам'ятних знаків, присвячених особам, причетним до організації та здійснення Голодомору 1932—1933 років в Україні, політичних репресій, особам, які обіймали керівні посади у комуністичній партії, вищих органах влади та управління СРСР, УРСР (УСРР), інших союзних та автономних радянських республік (крім осіб, діяльність яких була значною мірою пов'язана з розвитком української науки та культури), працівникам радянських органів державної безпеки, подіям, пов'язаним з діяльністю комуністичної партії, встановленням радянської влади на території України або в окремих адміністративно-територіальних одиницях, переслідуванням учасників боротьби за незалежність України у XX столітті;
по-друге, перейменувати райони у містах, сквери, бульвари, вулиці, провулки, узвози, проїзди, проспекти, площі, майдани, набережні, мости, інші об'єкти топоніміки населених пунктів, а також інші географічні об'єкти, назви яких містять символіку комуністичного тоталітарного режиму.
Якщо таке рішення зазначеними суб'єктами не прийняте, воно приймається відповідним сільським, селищним, міським головою. Якщо і він не прийняв такого рішення, воно приймається Кабінетом Міністрів України або головою відповідної обласної державної адміністрації.
Верховна Рада України приймає рішення про перейменування населених пунктів та районів, назви яких містять символіку комуністичного тоталітарного режиму.
В процесі перейменування Закон передбачає проведення громадських слухань, врахування пропозицій громадськості, науковців та рекомендацій Українського інституту національної пам'яті.

## Виконання Закону

### Перейменування населених пунктів та районів
Протягом лютого-липня 2016 року Верховною Радою прийнято 10 постанов про перейменування топонімів на підставі Закону. Всього нові назви отримали 917 населених пунктів, 20 районів і 27 районів у містах. Постанова стосовно ще 70 населених пунктів і 5 районів на тимчасово окупованій території АР Крим та м. Севастополя вводиться в дію в окремому порядку.
Оскільки перелік областей міститься в 133 статті Конституції України, то їх перейменування вимагає внесення змін до Основного Закону. Внесення змін до Конституції відбувається за іншою, складнішою процедурою, аніж ухвалення звичайних постанов Верховної Ради, тому дві області України лишаються не перейменованими, і їх назви досі суперечать Закону. Це Дніпропетровська та Кіровоградська області.
Водночас, адміністративні центри цих областей пройшли декомунізацію: м. Дніпропетровськ перейменоване на Дніпро, а м. Кіровоград — на Кропивницький.

### Заборона діяльності партій
Восьмим апеляційним адміністративним судом на підставі Закону були ухвалені рішення щодо заборони діяльності наступних політичних партій, чиї найменування та/або статути не відповідають вимогам Закону:
1. Робітнича партія України (марксистсько-ленінська)[17]
2. Ліва опозиція[18]
3. Соціалістична партія України[19]
4. Опозиційний блок[20].

### Інші перейменування
Міністерством юстиції України 9 червня 2015 р. та 26 липня 2023 р. відповідно до Закону утворена Комісія з питань дотримання Закону. До її відання належить проведення правової експертизи щодо невідповідності діяльності, найменування та/або символіки юридичної особи, політичної партії, іншого об'єднання громадян вимогам Закону.
На підставі рішення Комісії Мін'юст звертається з позовом до суду про припинення діяльності юридичної особи, політичної партії, іншого об'єднання громадян або повідомляє іншим органам державної влади, які уповноважені звертатися з відповідним позовом до суду.
Правові висновки Комісії виходили до 2021 року. Прикладами, коли Комісія зобов'язала усунути порушення Закону, є, зокрема:
- ТМ «Советское шампанское» (Харківський завод шампанських вин)
- ГО «Всесоюзна Ленінська Комуністична Спілка Молоді»
- ОСББ «Леніна-2»
- ТОВ «Комуністичний рай»
- ТОВ «Колгосп Більшовик»
- ГО «Союз комуністів м. Дніпропетровська»
- Комунальний заклад культури «Обласний літературно-меморіальний музей М. О. Островського»
- Житомирська ЗОШ № 22 ім. В. М. Кавуна
- Жданівська сільська рада[b]
- Інформаційне агентство «Голос. ЮА»
- ТОВ «Автоцентр Фрунзе»[21][22].

### Усунення об'єктів з радянськими символами
За п'ять років дії Закону було змінено понад 51 тисячу об'єктів топоніміки, близько тисячі населених пунктів, 26 районів, 75 закладів освіти, понад 30 залізничних об'єктів та морських портів.
Також близько 2,5 тисяч монументів, пам'ятних знаків були демонтовані або прибрані з публічного простору, з них понад 1300 — це монументи Леніну.

## Відповідальність за невиконання Закону
У разі невиконання юридичними особами, політичними партіями, іншими об'єднаннями громадян, друкованими медіа вимог цього Закону їх діяльність/випуск підлягає припиненню в судовому порядку за позовом Державної реєстраційної служби чи іншого уповноваженого органу державної влади.
Політичні партії, щодо яких прийнято рішення про невідповідність вимогам цього Закону, не можуть бути суб'єктом виборчого процесу.
До Кримінального кодексу України внесено статтю 436-1, згідно з якою кримінальна відповідальність настає за:
(1) Виготовлення, поширення, а також публічне використання символіки комуністичного, націонал-соціалістичного (нацистського) тоталітарних режимів, у тому числі у вигляді сувенірної продукції, публічне виконання гімнів СРСР, УРСР (УСРР), інших союзних та автономних радянських республік або їх фрагментів на всій території України, [крім передбачених Законом винятків].

## Конституційність Закону
До Конституційного Суду України звернулися 46 народних депутатів України з конституційним поданням щодо відповідності Конституції України (конституційності) даного Закону.
У поданні зазначено, що положення Закону не відповідають порушують приписи Конституції України щодо: заборони цензури (частина третя статті 15); гарантування кожному права на свободу думки і слова, на вільне вираження своїх поглядів і переконань (частина перша статті 34); права кожного вільно збирати, зберігати, використовувати і поширювати інформацію усно, письмово або в інший спосіб — на свій вибір (частина друга статті 34). Автори клопотання стверджували, що Закон «не відповідає статті 8 Основного Закону України, оскільки порушує конституційний принцип правової визначеності».
16 липня 2019 року Конституційний Суд України ухвалив Рішення у цій справі, визнавши Закон конституційним.
Конституційний Суд акцентував, що червону зірку, перехрещені серп і молот та інші символи комуністичного режиму кілька десятиліть широко використовували антиукраїнські сили для поширення атмосфери страху, ненависті та агресії, для заперечення права українського народу на власну незалежну державу.
Суд вирішив, що засудження Законом нацистського режиму та комуністичного режиму і встановлення заборони на використання їхньої символіки обумовлені легітимною метою — не допустити повернення до тоталітарного минулого. Така заборона покликана унеможливити будь-які спекуляції з використанням історичного минулого, пов'язаного з тоталітарними режимами, не допустити звеличування цих режимів, виправдання їх злочинів.
З'ясувавши легітимність мети ухвалення Закону та здійснивши його всебічний аналіз, Конституційний Суд України дійшов висновку, що пропаганда комуністичного режиму та нацистського режиму, публічне використання їхніх символів є намаганням виправдати тоталітаризм та запереченням конституційних принципів і демократичних цінностей, захист яких є обов'язком усіх органів державної влади, а Закон є конституційним.

## Міжнародна оцінка Закону та його подальше вдосконалення
21 грудня 2015 року Венеціанська комісія та Бюро з демократичних інститутів і прав людини Організації з безпеки та співробітництва в Європі (ОБСЄ/БДІПЛ) ухвалили спільний висновок щодо Закону.
Авторитетні органи визнали право України забороняти чи навіть криміналізувати використання певної символіки та пропаганди тоталітарних режимів. У висновку зазначено: «Держави вільні запроваджувати законодавство, що забороняє чи навіть визнає кримінальним злочином використання символіки та пропаганди певних тоталітарних режимів, однак такі закони повинні відповідати вимогам Європейської конвенції та інших регіональних і міжнародних правових документів у галузі прав людини, а також узгоджуватися з їх національними конституціями».
Однак, хоча Закон можна вважати таким, що переслідує законні цілі, він не є достатньо точним і чітким для того, щоб особа могла, з достатньою впевненістю, завчасно передбачити законність або незаконність своїх дій, та для того, щоб запобігти свавільному втручанню органів державної влади.
Відтак, Венеціанська комісія та ОБСЄ/БДІПЛ надали рекомендації, спрямовані на вдосконалення Закону, а саме, зробити його більш чітким, та обмежити жорсткість санкцій.
В подальшому до Закону декілька разів уносилися зміни, які однак не пов'язані з виконанням рекомендацій ВК-ОБСЄ/БДІПЛ.
Групою народних депутатів спільно з Українським інститутом національної пам'яті та експертами Реанімаційного пакету реформ у 2016 році розроблено проєкт Закону України «Про внесення змін до деяких законодавчих актів України у сфері засудження тоталітарних режимів щодо приведення їх у відповідність до вимог статті 10 Конвенції про захист прав людини і основоположних свобод» з метою уточнення його положень. Проте, законопроєкт було відкликано 2019 року.